# Шара-Азарга
Шара-Азарга (рос. Шара-Азарга) — улус Закаменського району, Бурятії Росії. Входить до складу Сільського поселення Шара-Азаргінське.
Населення — 576 осіб (2015 рік).